# Bilderschrift
In einer Bilderschrift oder piktographischen Schrift sind die Zeichen der Schrift Bilder.
Die einfachste Art einer Bilderschrift nutzt Piktogramme, in denen die Bedeutung des Bildes direkt aus dem Bild ableitbar ist. Eine universelle Bilderschrift entsteht, wenn die Bilder neben der abbildenden Bedeutung auch noch übertragene Bedeutungen erhalten (Ideogramm).
Beispiele für Bilderschriften in unterschiedlichen Kulturkreisen sind:
- protoelamische Bilderschrift

- delawarische Hieroglyphenschrift
- Dongba der Naxi

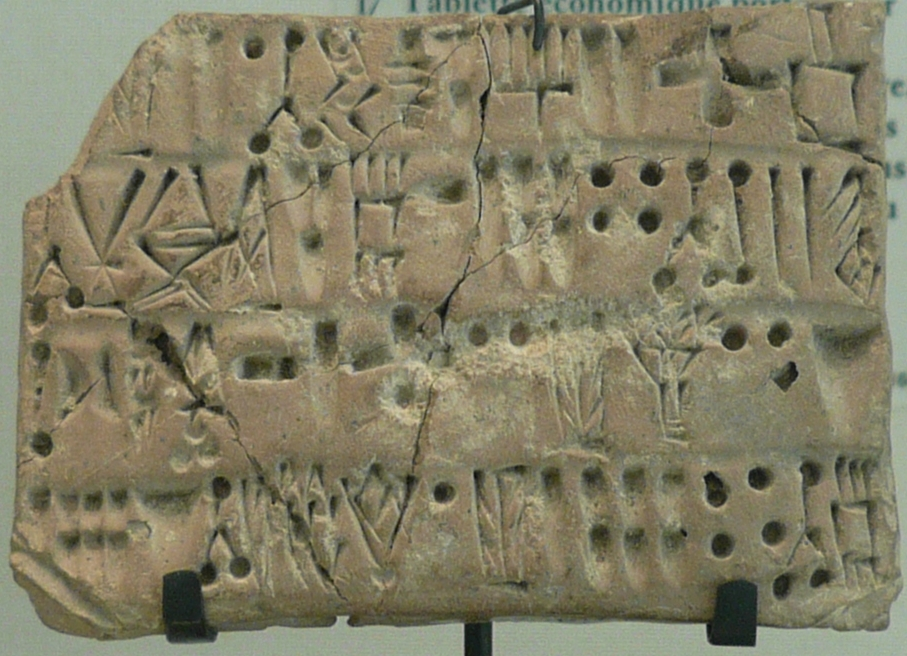
Tafel in protoelamischer Bilderschrift

- Isotype – Wiener Methode der Bildstatistik von dem österreichischen Volks- und Arbeiterbildner Otto Neurath.

Folgende Schriftsysteme haben sich aus Bilderschriften entwickelt:
- Keilschrift
- ägyptische Hieroglyphen (z. B. wird ein "Haus" oft als Haus | pr · Z1 | dargestellt)
- Chinesische Schrift